# Володино (Соликамский район)
Володино — деревня в Соликамском районе Пермского края Российской Федерации. Входит в состав Родниковского сельского поселения.

## География
Расположена на реке Березовка, примерно в 14 км к востоку от центра поселения, села Родники, и в 20 км к юго-востоку от районного центра, города Соликамск.

### Уличная сеть
- 1-я Малая ул.
- 2-я Малая ул.
- Володино ул.
- Главная ул.
- им Зинаиды Неклюдовой ул.
- Нагорная ул.
- Полевая ул.
- Садовая ул.
- Солнечная ул.
- Солнечный пер.
- Тихая ул.
- Школьная ул.

## История
С 1924 по 1966 года административный центр Володинского сельсовета. После его упразднения решением Соликамского райисполкома № 226 от 15 декабря 1966 года Володино в Усовском сельсовете. После упразднения в 1979 году решением Соликамского райисполкома № 129 от 11.07.1979 Володино в Родниковском сельсовете.

## Население
| 2010 |
| ---- |
| 13   |

## Инфраструктура
Личное подсобное хозяйство с зоной сельскохозяйственного использования, индивидуальная застройка усадебного типа.
Основа экономики — сельское хозяйство.

## Транспорт
Просёлочные дороги.

## Топографические карты
- Лист карты O-40-18 Березняки. Масштаб: 1 : 100 000. Издание 1977 г.